# Vimbuza
El vimbuza es una danza de curación muy popular entre la población tumbuka, que vive en el norte de Malaui. Es una manifestación del Ng'oma, una tradición curativa muy extendida en África de expresión bantú.
Los pacientes del vimbuza suelen ser mujeres que sufren enfermedades mentales. Los curanderos las tratan durante varias semanas en su temphiri, su casa en la aldea para los pacientes. Tras el diagnóstico, son sometidos al ritual curativo en el que mujeres y niños forman un círculo y cantan canciones para llamar a los espíritus. El paciente va entrando poco a poco en trance. Los únicos hombres que participan en el ritual son aquellos que acompañan al ritual tocando el tambor y, a veces, el curandero. Para los tumbuka, el vimbuza tiene un valor artístico y una función terapéutica complementada con otras formas de tratamiento médico.

## Historia
Los orígenes del vimbuza se remontan a mediados del siglo XIX, desarrollándose como un modo de superar las experiencias de la opresión. A pesar de varios intentos de suprimirlo desde la ocupación británica, e incluso fue prohibido por los misioneros cristianos, ha conseguido sobrevivir hasta nuestros días y convertirse en un elemento fundamental del sistema de salud indígena, haciendo frente a la medicina moderna. 
En 2005 fue proclamado como Patrimonio Cultural Inmaterial de la Humanidad y en 2008 la UNESCO lo inscribió en la Lista Representativa.